# ميكاييل جباروف
ميكاييل جينكيز أغلو جباروف - ( بالأذربيجانية: Mikayıl Çingiz oğlu Cabbarov) (سبتمبر, عام 1976، باكو ) - وزير الاقتصاد في جمهورية أذربيجان منذ 23 أكتوبر 2019. ووزير الضرائب في جمهورية أذربيجان (2017-2019)، ووزير التعليم في جمهورية أذربيجان (2013-2017). ورئيس إدارة المحمية التاريخية التاريخية الحكومية بالمدينة القديمة التابعة لمجلس وزراء جمهورية أذربيجان (2009-2013)، ونائب وزير الاقتصاد أذربيجان (2004-2009). ورئيس الاتحاد الأذربيجاني لكرة الريشة منذ 2015، ورئيس الاتحاد الأذربيجاني لمبارزة السلاح منذ 2017.

## حياته
ولد ميكاييل جباروف في 19 سبتمبر 1976 في مدينة باكو. درس في جامعة باكو الحكومية وتخرج منها بمرتبة الشرف في 1992-1997. وحصل على درجة الماجستير في القانون في كلية ماككورس للحقوق في جامعة باسيفيك في مدينة ساكرامنتو بكاليفورنيا في الولايات المتحدة الأمريكية بين 1997 و1998. وفي 2004 حصل ميكاييل جباروف على درجة الماجستير في الاقتصاد من جامعة اقتصاد أذربيجان الحكومية.
ميكاييل جباروف عضو في نقابة المحامين في ولاية نيويورك منذ 1999.

## نشاطه
بدأ ميكاييل جباروف بالعمل في حقل مصارف الأموال في 1995، وعمل كمحامي في 1999-2002.، وعمل بين 2002-2003 كمستشار لوزير الاقتصاد. في 2003-2004 عمل رئيس صندوق ترويج الصادرات و الاستثمار في أذربيجان.
- تم تعيينه ميكاييل جباروف نائبا لوزير الاقتصاد في أذربيجان، بموجب مرسوم رئيس جمهورية أذربيجان، في 20 فبراير، عام 2004.
- تم تعيينه رئيسا إدارة المحمية التاريخية الحكومية بالمدينة القديمة التابعة امجلس وزراء جمهورية أذربيجان في 6 مارس، عام 2009.
- تم تعيينه وزيرا للتعليم بموجب مرسوم رئيس جمهورية أذربيجان في 19 أبريل، 2013.[5]
- بموجب مرسوم رئيس جمهورية أذربيجان في 5 ديسمبر، عام 2017، تم تعيينه وزيرا للضرائب في جمهورية أذربيجان.[6]
- تم تعيينه وزيرًا للاقتصاد في جمهورية أذربيجان، بموجب مرسوم رئيس جمهورية أذربيجان في 23 أكتوبر عام 2019. [7]